# Albert Corey
Albert Corey, nascut a París, França el 1878 com a Louis Albert Coray, i mort en una data desconeguda, va ser un atleta francès que va competir a primers del segle xx.
El 1903 es traslladà als Estats Units i canvià el seu nom per Corey. El 1904 va prendre part en els Jocs Olímpics de Saint Louis, en què guanyà la medalla de plata en polèmica marató i en la cursa de les quatre milles per equip formant part de l'equip Chicago AA junt a Jim Lightbody, William Verner, Lacey Hearn i Sidney Hatch.
Tot i que l'informe oficial dels Jocs parla d'ell com a "francès vestint els colors del Chicago Athletic Association", el Comitè Olímpic Internacional atorga aquesta medalla als Estats Units en detriment de França, i contradictòriament la medalla de la cursa per equips l'atorga a l'equip mixt, en detriment dels Estats Units per manca de documentació en aquell moment.